# Tamquam non esset
Tamquam non esset è una locuzione latina traducibile con "come se non esistesse".
Tale massima è usata in riferimento a norme giuridiche (o parti di esse) ritenute dalla giurisprudenza vessatorie, lacunose o imperfette, così da essere considerate come non esistenti, come non scritte: incapaci cioè di produrre effetti giuridici.
Parimenti la massima è usata in diritto penale e precisamente nella teoria della causalità naturale per escludere il nesso di causalità solo se si verifica una causa autonoma, rispetto alla quale la precedente è da considerarsi tamquam non esset e trova, nell'attività dell'imputato, soltanto l'occasione per svilupparsi.